# Ibrahim Traoré (politik)
Ibrahim Traoré (* 14. března 1988 Bondokuy) je burkinafaský vojenský důstojník, od státního převratu v září 2022, kdy byl svržen Paul-Henri Sandaogo Damiba, prozatímní prezident Burkiny Faso. Ve svých 34 letech se stal nejmladším prezidentem na světě  a současně je též druhým nejmladším úřadujícím státním vůdcem na světě po islandské premiérce Kristrún Frostadóttirové.
Během svého funkčního období se Traoré snaží distancovat se od Francie, jako od bývalé koloniální mocnosti. Sám tvořil významnou roli při založení Aliance sahelských států.

## Mládí
Traoré se narodil 14. března 1988 v Bondokuy v provincii Mouhoun. Po ukončení základního vzdělání v Bondokuy pokračoval ve studiu na střední škole v Bobo-Dioulasso, kde se stal známým jako „tichý“ a „velmi talentovaný“. Od roku 2006 studoval na univerzitě v Ouagadougou, kde byl členem Sdružení muslimských studentů. Univerzitu absolvoval s vyznamenáním. V roce 2009 vstoupil do armády Burkiny Faso. Byl vyslán do Maroka na protiletadlový výcvik a poté byl převelen k pěší jednotce ve městě Kaya na severu Burkiny Faso.
V roce 2014 byl Traoré povýšen na poručíka a připojil se k mírovým silám OSN MINUSMA, které se účastnily války v Mali. V roce 2018 byl jedním z vojáků MINUSMA, kteří „prokázali odvahu“ během útoků povstalců v regionu Tombouctou. Následně se vrátil do Burkiny Faso, kde pomáhal při operacích proti islamistickým rebelům. V roce 2020 byl povýšen na kapitána.

## Vzestup k moci
Traoré patřil ke skupině armádních důstojníků, kteří v lednu 2022 podpořili státní převrat v Burkině Faso a vynesli k moci Vlastenecké hnutí za ochranu a obnovu, jež zřídilo vojenskou juntu. Od března 2022 působil jako velitel dělostřeleckého pluku v Kaya. Podle několika zdrojů, jako jsou BBC, Al-Džazíra a Die Tageszeitung, působil u protiteroristické jednotky. Časopis Jeune Afrique však uvedl, že v této jednotce nikdy nepůsobil.
Mnoho stoupenců lednového převratu začalo být nespokojeno s Paulem-Henrim Sandaogou Damibou, vůdcem junty, který údajně nezvládal boj s povstalci. Dne 30. září došlo k převratu, při němž byl Damiba sesazen. Bezprostředně po převratu se Traoré prohlásil za nového předsedu Vlasteneckého hnutí za ochranu a obnovu. Dne 6. října se rovněž ujal funkce prozatímního prezidenta. Slíbil, že v červenci 2024 uspořádá demokratické volby.

## Prezidentství

### Upevnění moci
Jako prezident si Traoré udržuje velmi formální vystupování, které ho charakterizovalo již před jeho nástupem k moci. Pečlivě kontroluje svou komunikaci a snaží se prezentovat především jako válečný vůdce. Za jeho vlády došlo k nárůstu provládní propagandy v tradičních i sociálních médiích Burkiny Faso. Politicky ho novinářka Le Monde Sophie Douce popsala jako osobnost ovlivněnou marxismem a panafrikanismem.
V dubnu 2023 vyhlásil „všeobecnou mobilizaci“ obyvatelstva na podporu armády, protože místní rebelové stále zvyšovali četnost svých útoků. Veřejně slíbil znovudobytí všech území ovládaných povstalci a vyloučil jakákoli jednání, dokud nebude povstání výrazně oslabeno. Následující měsíc zpochybnil plánovaný návrat k demokracii v roce 2024, když prohlásil, že volby nelze uspořádat, dokud nebudou povstalci zatlačeni zpět a zlepšena bezpečnostní situace. 26. září téhož roku se nespokojení členové armády neúspěšně pokusili Traorého svrhnout.
Národní konzultace se konaly 25. a 26. května 2024, aby se projednala budoucnost přechodného období v Burkině Faso. Zatímco se diskusí účastnili zástupci občanské společnosti, většina politických stran je bojkotovala. Výsledkem bylo prodloužení Traorého mandátu o dalších pět let a umožnění jeho kandidatury v nadházejících prezidentských volbách.
Dne 6. prosince 2024 Traoré rozpustil vládu a odvolal premiéra de Tambèlu.

### Těžba zlata
V listopadu 2023 schválila Rada ministrů Burkiny Faso výstavbu první rafinerie zlata v zemi. Tento krok představuje významný posun ve státním sektoru těžby a má za cíl využít rostoucího průmyslu těžby zlata v zemi. Traoré usiluje o větší kontrolu nad zlatými zdroji země tím, že se zaměřuje na domácí rafinaci zlata namísto exportu nezpracovaných surovin. Tento krok by měl zvýšit vládní příjmmy, rafinerie má navíc vytvořit 100 nových přímých a 5000 nepřímých pracovních míst a produkovat přibližně 400 kg zlata denně.
V únoru 2024 nařídil Traoré pozastavení vydávání vývozních povolení pro drobnou soukromou těžbu zlata. Tento krok, údajně zaměřený na boj proti nelegálnímu obchodování – včetně pašování zlata do zahraničí, vyhýbání se daním a obcházení regulací – má zároveň přispět k ozdravení sektoru řemeslné těžby zlata. Cílem pozastavení je potlačit tyto aktivity a zajistit, aby exportované zlato bylo řádně evidováno a přispívalo do státního rozpočtu. Vláda doufá, že tímto opatřením zavede formálnější a odpovědnější systém vývozu zlata z malých těžebních provozů.

### Vztahy s Francií a Ruskem
V únoru 2023 vláda Ibrahima Traorého vyhostila z Burkiny Faso francouzské jednotky, které pomáhaly v boji proti místnímu povstání. Následně prohlásil: „Skutečně chceme hledět i jinam, protože usilujeme o oboustranně výhodná partnerství,“ čímž vyjádřil podporu diverzifikaci mezinárodních vztahů země. Krátce poté Traorého vláda podpořila vznik federace s Mali a společně pozvaly ke spolupráci také Guineu. Všechny tři země jsou pod vojenským vedením, a pokud by k utvoření federace skutečně došlo, jednalo by se o největší stát řízený vojenskou juntou. K nahrazení francouzské vojenské podpory Traoré posílil vztahy s Tureckem a Ruskem.
Podle agentury Reuters a deníku The New York Times byl Traoré podezřelý z napojení na Wagnerovu skupinu, protože vyjadřoval protifrancouzské a proruské názory. Když Traoré vjížděl do hlavního města Ouagadougou, někteří jeho příznivci mávali ruskými vlajkami. Ghanská vláda veřejně prohlásila, že Traoré začal po převratu spolupracovat s Wagnerovou skupinou. Traoré však veškeré obvinění popřel. Dne 29. července 2023, po summitu Rusko–Afrika, Traoré prohlásil, že lid jeho země podporuje Rusko, a sdělil, že bylo rozhodnuto o znovuotevření ruského velvyslanectví, které bylo uzavřeno v roce 1992. Podle večerníku Le Monde nepožádal Traoré Wagnerovu skupinu o pomoc v boji s povstalci.
Ruské jednotky, včetně Wagnerovců, byly nakonec vyslány do Burkiny Faso v lednu 2024.